# Emmanuel Ethis
Emmanuel Ethis, né le 21 décembre 1964 à Compiègne, est un universitaire et haut fonctionnaire français.
Professeur des universités en sciences de l'information et de la communication au Conservatoire national des arts et métiers, il est spécialiste de la sociologie de la réception du cinéma, de l'étude des publics des grands festivals (de Cannes et Avignon), et dirige de nombreux travaux concernant l'éducation artistique et culturelle.
Vice-président du Haut Conseil de l'éducation artistique et culturelle (HCEAC) depuis décembre 2013, il est recteur de la région académique Bretagne à partir d'avril 2019. Il est nommé Délégué interministériel à l'éducation artistique et culturelle en mars 2025.

## Biographie

### Formation
Après des DUT en génie civil et génie climatique à l'Université de Reims et en gestion des entreprises et des administrations à l'Université de Lille 3, il obtient une maîtrise en sciences de l'information et de la communication à Avignon puis un DEA en sciences sociales à l'EHESS. Docteur en sociologie des arts et de la culture de l'École des hautes études en sciences sociales en 1998 avec une thèse intitulée Les spectateurs du temps, introduction à une sociologie de la réception des œuvres filmiques, sous la direction de Jean-Claude Passeron, Emmanuel Ethis obtient, en 2002, son habilitation à diriger des recherches en sciences de l’information et de la communication, avec Poïétique du questionnaire, le spectateur imaginé, à l'université Stendhal-Grenoble 3.

### Sociologue des publics et du cinéma
Maître de conférences en 1998, puis professeur des universités en 2003, en sciences de l'information et de la communication, il enseigne à l'Université d'Avignon et des Pays de Vaucluse, dont il dirige le département des Sciences de l'information et de la communication et est directeur adjoint de l'équipe "Culture et Communication" du centre Norbert Elias (Unité mixte de recherche associant l'EHESS, le CNRS et l'université d'Avignon). Il co-dirigea avec Daniel Jacobi l'équipe de recherche Culture et Communication et a été à l'origine de la création d'un master de Stratégie du développement culturel
Emmanuel Ethis a notamment écrit sur le concept de spectateur et sa perception du spectacle cinématographique pour différentes revues (Les Cahiers du cinéma, Communication et langages, Musurgia, Studio Magazine, Protée…). À ce titre, il a fait des études sur la réception hétérogène du temps par le public lors de la projection, constatant que cette perception est propre à chacun et indépendante du plaisir ou de la satisfaction ressentie. Il a également développé l'idée de « public médiateur » à propos du Festival d'Avignon. À propos de son ouvrage Sociologie du cinéma et de ses publics  le journaliste Olivier Séguret souligne qu'il s'agit d'une « tentative [visant à] faire le point sur toutes les questions qui touchent à la « réception des œuvres » par leurs publics et à la très délicate définition du « goût » en matière de films, questions sur lesquelles l'éclairage change aussi vite que les époques, et qui forment donc la part la plus fraîche du livre, voire la plus aventureuse. Les lignes qui tentent de cerner l'étrange rituel que constitue la « conversation » autour des films, activité pratiquée à tous les étages de la société, reflète le caractère extrêmement fugace et de la définition presque liquide[Quoi ?] de l'objet réellement convoité par l'auteur : la place symbolique, encore dominante et universelle, que nous avons bien voulu accorder, humains, à l'étrange royaume des ombres électriques ».
Il a collaboré à Libération et au magazine Synopsis, et intervient régulièrement sur France Culture et France Inter. Il a dirigé le numéro 7 de la revue Culture et Musées intitulé Body is comedy, figures du corps au cinéma, ainsi qu'un numéro spécial de la revue québécoise Protée intitulé « Cannes Hors projection ».
En 2009, Emmanuel Ethis est élu à la présidence de l’Institut supérieur des techniques du spectacle où il succède à Alain Crombecque. Il codirige depuis 2006 avec Jean Caune la collection Art, culture, publics aux Presses universitaires de Grenoble. Depuis 2013, Emmanuel Ethis est également membre du conseil d'administration du Festival international de cinéma de Marseille. Emmanuel Ethis est le conseiller sociologique du film de Jacques Maillot, Les Liens du sang (2008). En 2010 il collabore au documentaire de la série Empreintes, diffusée sur France 5, consacré à Sophie Marceau .
Emmanuel Ethis supervise en tant que responsable scientifique plusieurs enquêtes sur le Festival de Cannes (Marché du Film) et sur le Festival d'Avignon. Dans un ouvrage intitulé La Petite fabrique du spectateur, il développe le concept de sociogrammes - mini-portraits sociologiques - des spectateurs festivaliers de Cannes et d'Avignon. À ce propos, le critique Jérôme Garcin décrit l'approche sociologique d'Emmanuel Ethis comme celle d'un « écrivain et sociologue qui est le Robert Doisneau des festivaliers. Cela fait dix ans qu'il étudie, décrypte, éclaire les comportements de la foule anonyme des pèlerins d'Avignon et de Cannes. Grâce à lui, l'épopée des Festivals se déroule autant dans les gradins que sur la scène. ».

### Président d'université
D'abord vice-président, il est élu président de l'Université d'Avignon et des Pays de Vaucluse, et prend ses fonctions le 9 août 2007. Il est reconduit dans celles-ci le 5 avril 2012 pour un second mandat.
Il crée la fondation universitaire de l'Université d'Avignon et des Pays de Vaucluse le 25 février 2010 dont le mécène Pierre Bergé devient le président d'honneur. L'université d'Avignon accédera à l'autonomie en janvier 2010, en affirmant son identité suivant deux axes thématiques - un axe Culture et un axe Agrosciences - en installant deux écoles doctorales et en s'appuyant sur une politique de communication originale et une vie de campus remarquée sur le plan culturel.
Il pilote, à la demande du ministère de l'Enseignement supérieur et de la Recherche, une commission sur les relations entre les mondes de la culture et l'Université et remet le 5 octobre 2010 à Valérie Pécresse, ministre de l'Enseignement supérieur et de la Recherche, les résultats des travaux de cette commission sous la forme d'un rapport intitulé De la culture à l'Université : 128 propositions. Ce texte souligne (1) l'importance qu'il a à prendre en compte la question de la culture durant les études supérieures, point aveugle de toutes les politiques culturelles nationales, (2) l'urgence à rapprocher les diplômes relevant du ministère de la Culture des diplômes universitaires, (3) la nécessité de développer les recherches sur la culture tous secteurs disciplinaires confondus.
Il intègre également, comme représentant du monde universitaire, le Conseil de la création artistique animé par Marin Karmitz et présidé par Nicolas Sarkozy,, commission à l'origine notamment du festival Imaginez maintenant et de l’Orchestre des jeunes.
En juin 2012, Emmanuel Ethis est élu au conseil d'administration de la Conférence des présidents d'université (CP2U). Il est, avec Olivier Poivre d'Arvor, à l'initiative de la création de France Culture Plus, la déclinaison de France Culture en direction des universités et des étudiants et intègre en tant que cofondateur son comité éditorial. Réélu en décembre 2012 au conseil d'administration de la CPU, il élabore la convention "Université, lieu de culture", signée le 12 juillet 2013 par les ministères de l'Enseignement supérieur et de la Recherche, de la Culture et de la Communication et la Conférence des présidents d'université, pour davantage intégrer les arts et la culture scientifique dans les universités françaises.
En novembre 2014, il rejoint le conseil d'administration du Festival d'Avignon en tant que personnalité qualifiée proposée par l'État.
Peu avant son départ de la présidence de l'Université d'Avignon, ses services signalent à Bernard Beignier, recteur d'Aix-Marseille, et au procureur de la République, un message diffusé en mai 2015 par Bernard Mezzadri, maître de conférences à l'université d'Avignon, par une liste de diffusion de l'établissement. Dans ce message, envoyé à l’occasion de la rencontre d’une délégation de l’université avec Manuel Valls, Premier ministre, le maître de conférences faisait référence à des propos tenus devant des caméras de télévision par Manuel Valls en 2009 en écrivant : « J'espère qu'en cette grande occasion la délégation de l'UAPV comptera suffisamment de « blancos » (et pas trop de basanés), afin de ne pas donner une trop mauvaise image de notre établissement. » Le procureur de la République engage des poursuites en correctionnelle pour provocation à la discrimination et à la haine raciale et l'université d’Avignon, présidée alors par Philippe Ellerkamp, se constitue partie civile, tandis qu'un collectif d'intellectuels, parmi lesquels Étienne Balibar, Susan George, Chantal Jaquet, Toni Negri et Sophie Wahnich, lance une pétition contre ces poursuites,. L'accusé est relaxé, la justice considérant ces propos comme « une critique se voulant humoristique » et déclarant irrecevable la constitution en tant que partie civile de l’Université « pour n’avoir pas été autorisée par son conseil d’administration ».

### Recteur, Chancelier des universités
Le 31 juillet 2015, Emmanuel Ethis est nommé recteur de l'académie de Nice et chancelier des universités.
Il doit gérer les conséquences des intempéries survenues dans la région dans la nuit du 3 au 4 octobre 2015, celles de l'attentat de Nice, et celles de la fusillade du lycée Alexis-de-Tocqueville à Grasse, où huit personnes ont été blessées, une première en France.
Durant la campagne pour l'élection présidentielle française de 2017, il apporte des conseils à l'équipe du candidat Emmanuel Macron.
Le 1er avril 2019, il est nommé recteur de la région académique Bretagne, recteur de l'académie de Rennes et chancelier des universités.
Le 17 janvier 2020, il signe une circulaire invitant les proviseurs des lycées de la Région à vérifier que les "élèves migrants" affectés à leur établissement sont en situation régulière et, si ce n'est pas le cas, à leur interdire l'accès aux ateliers et l'inscription aux stages. Il la retire le 24 janvier suivant,.
En tant que recteur, Emmanuel Ethis contribue également à la reconnaissance du breton et des langues régionales notamment via leur inscription dans les programmes nationaux d’enseignement à distance du Centre national d'enseignement à distance (CNED),.

### Présidence du Haut Conseil de l'Éducation Artistique et Culturelle
En décembre 2013, Emmanuel Ethis est nommé vice-président du Haut Conseil de l'éducation artistique et culturelle, présidé par les ministres de la Culture et de l’Éducation nationale, destiné à la promotion des arts à l’école, à travers la mise en œuvre d'un parcours d’éducation artistique et culturelle et met au point la Charte de l'éducation artistique et culturelle.
Reconduit pour un mandat de cinq années en août 2018 à la vice-présidence, Emmanuel Ethis propose la création de trois nouveaux collèges au sein du Haut Conseil : le collège des "Territoires 100% EAC", le collège "artistes" et le collège "Jeunes". Le Haut Conseil va accompagner la politique du 100% EAC en formulant notamment une série de propositions : expérimentation des territoires, formation et recherche sur les questions l'éducation artistique et culturelle, émancipation de la jeunesse par la culture,.
En juin 2019, les ministères de l'Éducation nationale, de l'Enseignement supérieur et de la Culture confient à Emmanuel Ethis et Michel Roussel (DRAC Bretagne) la mission de mettre en œuvre l'INSEAC (Institut national de l’éducation artistique et culturelle), créé le 19 février 2020, rattaché au Conservatoire national des arts et métiers. L'INSEAC accueille ses premiers étudiants à Guingamp en septembre 2021.
En tant que vice-président du Haut Conseil de l'éducation artistique et culturelle et recteur, Emmanuel Ethis ambitionne de renforcer l'éducation artistique et culturelle et propose d'instaurer en Bretagne un quart d'heure de lecture silencieuse pour tous : élèves, professeurs et personnels de l'éducation.

## Ouvrages
- 2001, Aux marches du palais, le festival de Cannes sous le regard des sciences sociales, (La Documentation française - ouvrage collectif sous sa direction), Paris.
- 2002, Avignon, le public réinventé. Le festival sous le regard des sciences sociales, (La Documentation française - ouvrage collectif sous sa direction), Paris.
- 2003, (dir.), "Cannes hors projections" - Protée, Théories et pratiques sémiotiques, Université de Québec à Chicoutimi, volume 31, no 2., Québec.
- 2004, Pour une po(ï)étique du questionnaire en sociologie de la culture. Le spectateur imaginé (L'Harmattan), Paris.
- 2005, Sociologie du cinéma et de ses publics (Armand Colin - Sociologie 128) - réédité en 2007, Paris.
- 2006, Les Spectateurs du temps : pour une sociologie de la réception du cinéma (Éditions L'Harmattan), Paris.
- 2007, (dir.), Figures du corps au cinéma: body is comedy, (Actes sud), Paris.
- 2008, Avignon, le public participant en collaboration avec Jean-Louis Fabiani et Damien Malinas (Éditions L'entretemps-La Documentation française), Paris.
- 2009, Sociologie du cinéma et de ses publics (Armand Colin - Sociologie 128 - nouvelle édition revue et refondue), Paris.
- 2010, De la Culture à l'Université : 128 propositions (Armand Colin- Collection 128), Paris.
- 2011, La Petite fabrique du spectateur : être et devenir festivalier à Cannes et Avignon (Éditions Universitaires d'Avignon - Collection En scène), Avignon.
- 2012, Le Bruit du monde : le geste et la parole (dir. avec Laure Adler et Damien Malinas) (Éditions Universitaires d'Avignon - Collection En scène), Avignon.
- 2012, Les Films de campus, l'université au cinéma avec Damien Malinas, Armand Colin, Paris.

Il y analyse comment le cinéma met en scène l'Université.
- 2014, Sociologie du cinéma et de ses publics (Armand Colin- Sociologie 128 - 3e édition revue et refondue), Paris.
- 2015, le cinéma près de la vie, Prises de vue sociologiques sur le spectateur du XXIe siècle (Demopolis).
- 2015, Le cinéma et ses publics, comment le cinéma nous aide à nous comprendre et à comprendre les autres (Éditions Universitaires d'Avignon - Collection Entre-Vues), Avignon
- 2018, Sociologie du cinéma et de ses publics (Armand Colin - Cursus : Sociologie) - 4e édition, Paris.

## Distinctions
- Chevalier de la Légion d'honneur (promotion du 1er janvier 2014[44])
- Officier de l'ordre national du Mérite (29 novembre 2023)[45]
- Commandeur de l'ordre des Palmes académiques (décret du 31 juillet 2015 portant nomination d'un recteur d'académie[46])
- Officier de l'ordre des Arts et des Lettres (promotion juillet 2014[47])